# 1970-es Trofeo Teresa Herrera
Az 1970-es Trofeo Teresa Herrera kupa döntő mérkőzését 1970. augusztus 26-án játszották az A Coruñai Riazor Stadionban.

## A mérkőzés
A centenáriumi, 25-ik alkalommal lebonyolított döntőn a magyar Ferencváros és a Matadorok névre hallgató argentin San Lorenzo együttese csapott össze a Riazor Stadionban.
A mérkőzés gól nélküli döntetlennel zárult, majd a hosszabbítás után tizenegyesekre került sor, melyben a magyar csapat bizonyult jobbnak.
| 1970. augusztus 26. |

| Ferencvárosi TC | 0–0 (h. u.)     | San Lorenzo |
| --------------- | --------------- | ----------- |
|                 | (0–0, 0–0, 0–0) |             |
| Büntetőpárbaj   |                 |             |
|                 | 4–2             |             |

| Riazor Stadion, A Coruña |

| Ferencváros | San Lorenzo |

|               |  | Géczi István       |  |            |
|               |  | Bálint László      |  |            |
|               |  | Páncsics Miklós    |  |            |
|               |  | Megyesi István     |  |            |
|               |  | Juhász István      |  |            |
|               |  | Vépi Péter         |  |            |
|               |  | Szőke István       |  | lecserélve |
|               |  | Branikovits László |  |            |
|               |  | Albert Flórián     |  |            |
|               |  | Mucha József       |  |            |
|               |  | Füsi János         |  |            |
| Cserék:       |  |                    |  |            |
|               |  | Horváth Árpád      |  | becserélve |
| Vezetőedző:   |  |                    |  |            |
| Kalocsay Géza |  |                    |  |            |

|                |  | Carlos Buttice           |
|                |  | Oscar Calics             |
|                |  | Antonio Rosl             |
|                |  | Roberto Telch            |
|                |  | José Rafael Albrecht     |
|                |  | Juan Carlos Sconfianza   |
|                |  | Victorio Cocco           |
|                |  | Pedro González           |
|                |  | Rodolfo Fischer          |
|                |  | Antonio García Ameijenda |
|                |  | Miguel Tojo              |
| Cserék:        |  |                          |
|                |  |                          |
| Vezetőedző:    |  |                          |
| Pedro Dellacha |  |                          |